# Ötisheim
Ötisheim è un comune tedesco di 4 917 abitanti, situato nel land del Baden-Württemberg.